# سيليزيا السفلى

شعار النبالة لسيليزيا، رُسم بواسطة هوغو جيرارد ستروهل (1851-1919)

سيليزيا السفلي ((بالبولندية: Dolny Śląsk)‏; (بالتشيكية: Dolní Slezsko)‏; (باللاتينية: Silesia Inferior)‏; (بالألمانية: Niederschlesien)‏; Silesian German: Niederschläsing; قالب:Lang-szl) هي الجزء الشمالي الغربي من المنطقة التاريخية والجغرافية لسيليزيا. سيليزيا العليا في الجنوب الشرقي.
على مدار تاريخها، كانت سيليزيا السفلى تحت سيطرة مملكة بولندا (History of Poland during the Piast dynasty) ومملكة بوهيميا وملكية هابسبورغ النمساوية من عام 1526. في عام 1742، ضمت مملكة بروسيا تقريبا كل المنطقة وأصبحت جزءًا من الإمبراطورية الألمانية في عام 1871، باستثناء جزء صغير شكّل الجزء الجنوبي من دوقية نيسا (Duchy of Nysa) السيلزية السفلى وتم دمجها في سيليزيا النمساوية (Austrian Silesia) في عام 1742. بعد عام 1945، سقط الجزء الرئيسي من المقاطعة البروسية السابقة لسيليزيا السفلى (Province of Lower Silesia) إلى جمهورية بولندا، في حين بقي جزء أصغر غرب خط أودر-نايسه داخل ألمانيا الشرقية وظلت الأجزاء التاريخية من سيليزيا السفلى النمساوية (مناطق جيسنيكو، أوبافسكو) جزء من تشيكوسلوفاكيا.

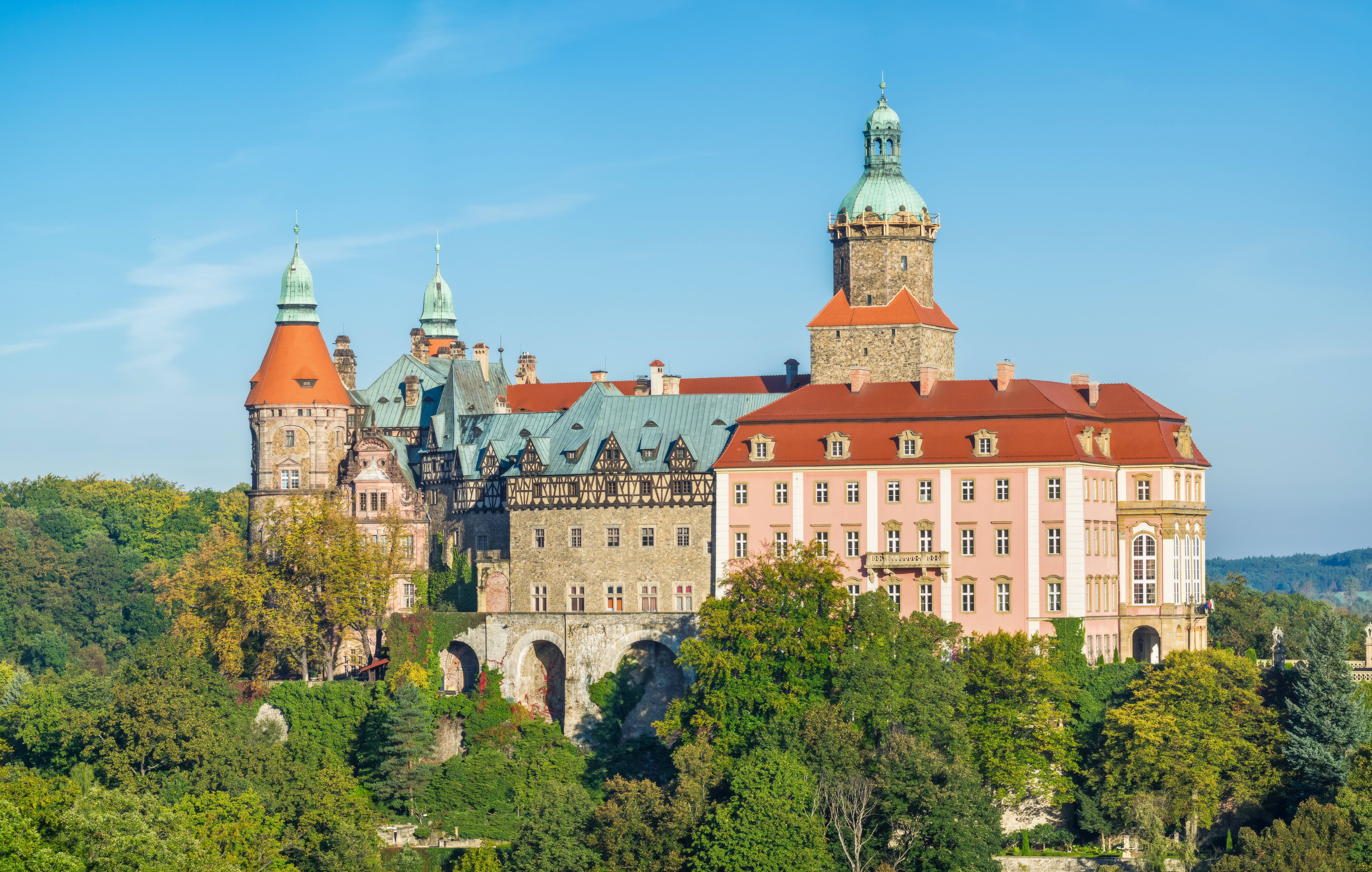

## الرياضة

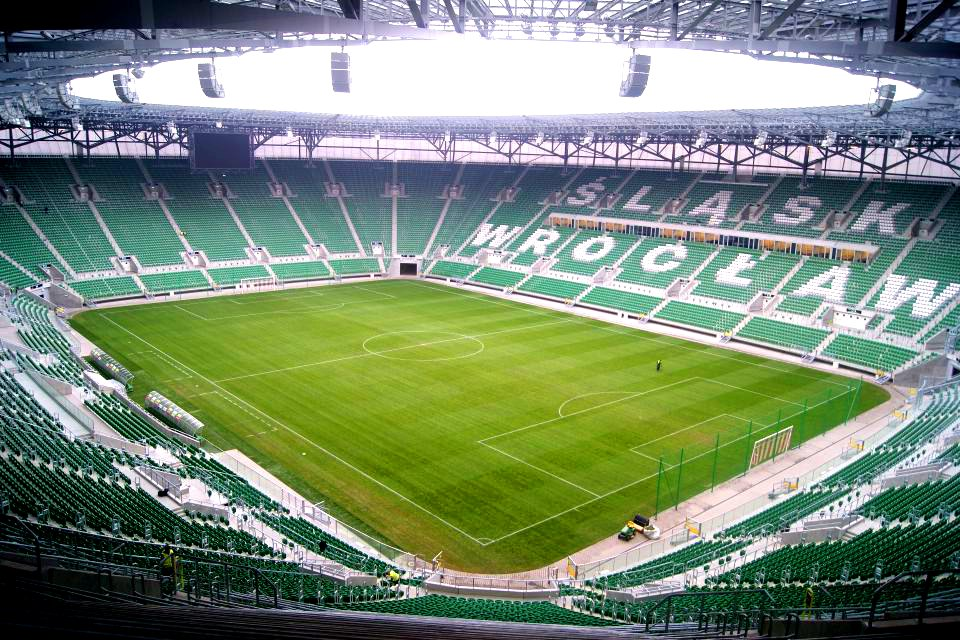
ملعب مييسكي (فروتسواف)

نادي كرة القدم الأكثر شعبية في سيليزيا السفلي هو شلوسك فروتسلاو.
كل عام في شهر سبتمبر، عاصمة المقاطعة - فروتسواف تُقيم ماراثون فروتسواف

## روابط خارجية
- الموقع الإلكتروني لمحافظة سيليزيا السفلي
- الموقع الرسمي للمعلومات السياحية في سيليزيا السفلى